# 曼京
50°31′54″N 25°35′46″E / 50.53167°N 25.59611°E
曼京（烏克蘭語：Мантин），是烏克蘭西北部的村莊，隸屬里夫內州的杜布諾區。該村面積1.3平方公里，海拔高度197米，2021年人口4，人口密度每平方公里3.85人。